# Параноїдна шизофренія
Параноїдна шизофренія — один з типів шизофренії, що характеризується домінуванням галюцинацій та (або) марення, при цьому розірваність мови, афективне сплощення і кататонічні симптоми можуть бути присутніми в легкій формі, але не є основними в клінічній картині. Параноїдний тип шизофренії зустрічається найчастіше. Особливість цього типу — обов'язкова наявність марення парафренного, параноїдного або паранойяльного типів.

## Діагноз
Параноїдальна шизофренія проявляється в основному у вигляді порушення процесів мислення. Виражається зазвичай у спотвореному сприйнятті або параноїдній поведінці і мисленні.
Згідно МКБ-10, діагноз ставиться за наявності загальних критеріїв шизофренії, а також наступних ознак:
- домінування маячних або галюцинаторних феноменів (різні види марення, галюцинації запаху і смаку, синестезія).
- кататонічні симптоми, а також сплощений або неадекватний афект. Також може зустрічатись розірваність мови в легкій формі, яка втім не домінує в клінічній картині.

Види марення, які можуть бути присутніми за параноїдної шизофренії: марення переслідування, месіанський, високого походження, впливу, ревнощів, відносин, значення, марення тілесних змін. Маячні установки виникають гостро, як осяяння, або поступово — в процесі розбудови особистості. В клінічній картині не повинні домінувати емоційна неадекватність і кататонічні симптоми. Параноїдна шизофренія може супроводжуватися надмірною релігійністю.

### Диференціальний діагноз
Важливо виключити гострі транзиторні психотичні розлади, шизоафективний розлад, хронічний маревний розлад і органічний маревний розлади. При гострих і транзиторних психотичних розладах може бути негативна і позитивна симптоматика шизофренії, але вони, як правило, проходять протягом 2 тижнів. Важливо виключити факт індукованого марення, який може бути присутнім, наприклад, при вихованні дітей у сім'ї хворих психічним захворюванням.

### Варіанти перебігу
Типи перебігу захворювання:
- безперервне F20.00
- епізодичне з наростаючим дефектом F20.01
- епізодичний зі стабільним дефектом F20.02
- епізодичне, ремітує F20.03

Неповна ремісія позначається кодом F20.04, повна — F20.05.

## Персоналії
Відомі люди, що страждали на параноїдну форму шизофренії:
- Джон Форбс Неш — американський математик, лауреат Нобелівської премії з економіки 1994 року «За аналіз рівноваги в теорії некооперативних ігор»[8].
- Лайонел Олдрідж (Lionel Aldridge[en]) — американський професійний футболіст[8][9].
- Джеймс Часси (James Chasse[en]) — американський письменник і співак[10].
- Кевін Арчер (Kevin Archer[en]) — англійський гітарист і пісняр[11].
- Парвін Бабі — індійська актриса[8].
- Тому Харрелл — американський джазовий музикант (трубач) і композитор[8].
- Бетті Пейдж — американська фотомодель.

Суперечливі або помилкові результати експертиз:
- Пітер Саткліфф — британський серійний вбивця
- Андерс Берінг Брейвік — норвезький терорист, діагноз параноїдної шизофренії був поставлений двома командами призначених судом психіатрів[12][13], але після широкої критики звітів, справу було переглянуто і він був визнаний осудним[14].

## Дивіться також
- Ігри розуму